# Центральный мост

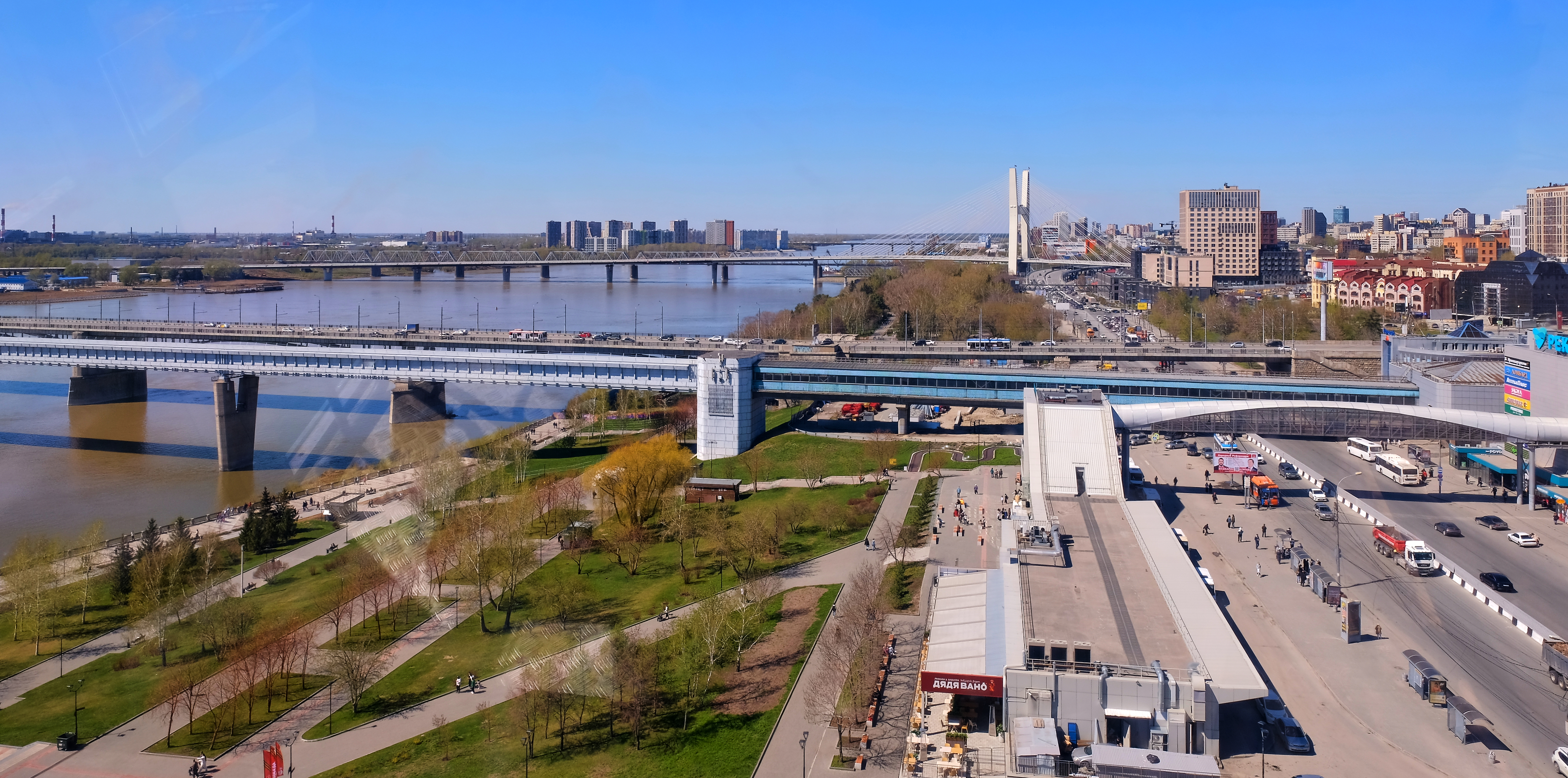
На панораме Михайловской набережной (на дальнем плане)

Центральный мост — строящийся мост в Новосибирске, включающий в себя переход протяженностью 1,5 км и масштабные развязки, прежде всего, на левом берегу Оби. Мост соединит площадь инженера Будагова с площадью Труда и пройдёт параллельно существующему железнодорожному переходу. Мост обеспечит выходы на федеральные трассы «Иртыш», «Чуйский тракт» и «Сибирь» и будет четвёртым автомобильным мостом через Обь в городской черте Новосибирска.

## Предпосылки
В общей сложности генеральный план подразумевает наличие пяти автомобильных мостов через Обь на территории Новосибирска. В настоящее время функционируют три моста — Коммунальный, Бугринский и Димитровский. Четвёртым должен стать Центральный мост.
Центральный мост — сооружение с линией скоростного трамвая, которое будет расположено в створе Ипподромской магистрали, с развязкой на перспективной Южной площади (у бывшего автовокзала). Окончание запланировано на Площади Труда. Вместе с переходом проектируется 100-метровый путепровод (около железной дороги), а на подъездах к мосту возведут многоуровневые транспортные развязки (на обоих берегах). Общая протяжённость проектируемого шестиполосного моста — 5,1 км (над рекой — 850 м), расчетная скорость движения транспорта — 100 км/час. На левом берегу будет расположен пункт взимания платы.
Центральный мост рассматривается в качестве очередного, четвёртого моста в городе. Велась разработка предпроектной документации «НПО Мостовик» (г. Омск). Было разработано два варианта будущего моста: вантовый (один пилон) и балочный (с подпругой). Второй считается более экономичным (на 40-50 %), однако первый выигрывает в архитектурном плане.
30 мая 2017 года Правительственной комиссией по транспорту было принято решение одобрить проект мостового перехода через реку Обь в створе улицы Ипподромской в Новосибирске.

## Финансирование
27 декабря 2013 года было создано АО «Центральный мост» с уставным капиталом 20 миллионов рублей для реализации проекта строительства четвёртого моста. Средства равными долями были внесены правительством Новосибирской области и мэрией Новосибирска. Но после того, как соотношение изменилось, мэрия Новосибирска не смогла внести средства. А правительство Новосибирской области, в свою очередь, внесло два транша в 2015 и 2016 годах.
Глава областного минтранса Анатолий Костылевский выступил 11 декабря 2018 на транспортном комитете с докладом "О ликвидации ОАО «Центральный мост».
6 декабря 2017 года было заключено концессионное соглашение по строительству четвёртого городского моста. Концедентом выступает Министерство транспорта и дорожного хозяйства Новосибирской области. ООО «Сибирская концессионная компания» (входит в Группу «ВИС») выступает концессионером проекта. Стоимость проекта — около 35 млрд рублей. 26 млрд на строительные работы выделены из федерального бюджета, около 3,8 млрд на подготовку площадки поступили из бюджета Новосибирской области, остальное — средства концессионера. В соответствии с условиями концессии инвестору гарантируется минимальный доход в 47 млрд рублей, который в случае незагруженности моста будет компенсирован из областного бюджета. Это условие вызвало возмущение общественности Новосибирска и проведение ряда акций протеста против такой модели финансирования.

## Ход строительства
Первые подготовительные работы начались в сентябре 2018 года.
Так как технические характеристики участка не отвечали современным стандартам проекта, необходимо было осуществить реконструкцию поэтапно. Весь комплекс работ был спланирован таким образом, чтобы обеспечить бесперебойное движение трамваев. Для этого была проложена временная линия.
6 февраля 2019 года губернатор Новосибирской области Андрей Травников заявил, что подготовительные работы на берегах Оби в Новосибирске будут выполнены в текущем году.
3 февраля 2020 года было выдано разрешение на один из этапов строительства.
27 марта 2021 года мостостроители приступили к надвижке пролётных строений.
К 20 мая 2021 года было надвинуто 102 метра пролётных строений, к 18 июня 2021 года — 159 метров металлоконструкций, началось сооружение фундамента пилона моста высотой 114 метров.
21 июля 2021 завершён пятый этап надвижки пролётного строения. Длина готовой части составляет 216 метров. Идёт подготовка к шестому этапу.
13 октября 2021 строители надвинули 380 метров пролётного строения. На площадке строительства на правом берегу продолжается сооружение пилона.
23 ноября 2021: надвинуто 465 метров пролётного строения из 776.
13 декабря 2021: надвинуто 546 погонных метров пролётного строения.
По состоянию на 19 апреля 2022 года, построены 17 из 24 опор левобережной эстакады моста.
В ноябре 2023 года Сибирское Управление Ростехнадзора выявило нарушения при строительстве моста, в связи с чем завершение строительства перенесено на 2024 год.
В мае 2024 года губернатор Новосибирской области Андрей Травников подписал постановление о переносе сроков окончания строительства четвёртого моста до 6 декабря 2025 года.

Ход строительства в 2022 году
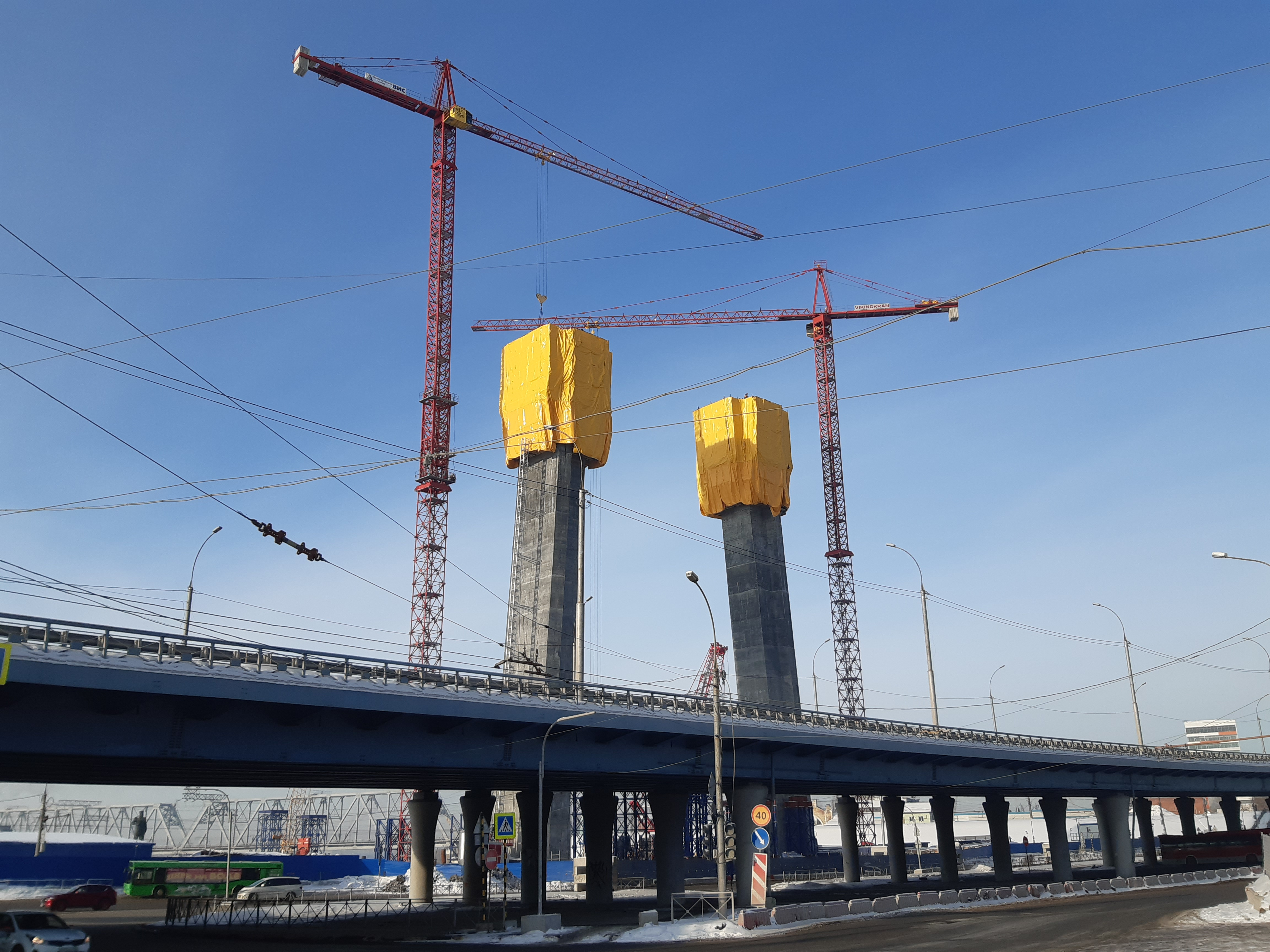
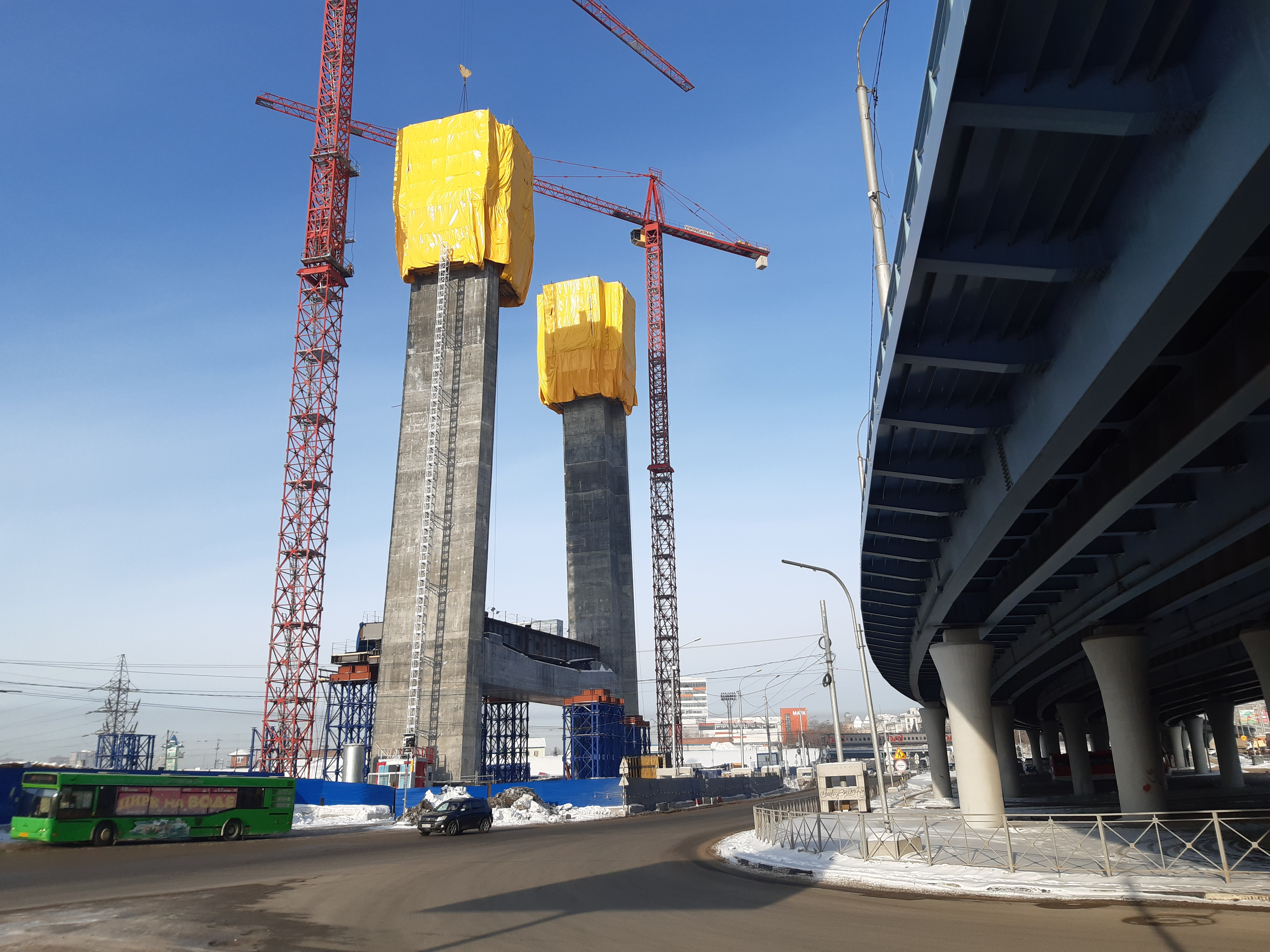
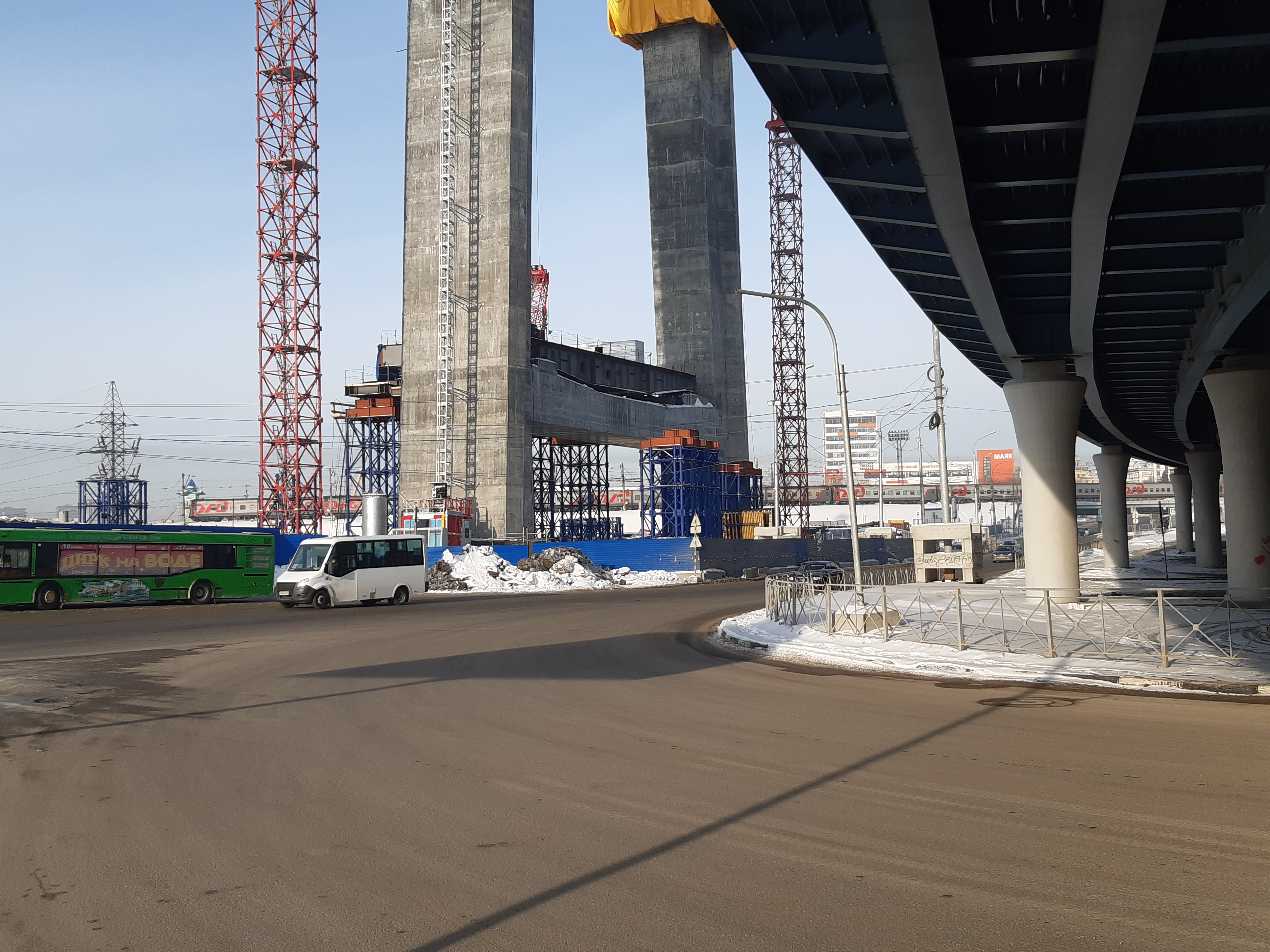

## Скандалы
Ещё в 2019 году Контрольно-счётная палата Новосибирской области обращала внимание, что стоимость работ для четвёртого моста была завышена в 3,5 раза. В мае 2021 года на сессии Совета депутатов города Новосибирска снова возникли вопросы и к общей финансовой модели платного моста — в частности, то, что концессионер добавил к стоимости проекта НДС, из-за чего она выросла с 37,2 до 43,5 млрд рублей. Кроме того, проведённое депутатами расследование выявило факты использования концессионером при строительстве моста турецких труб стоимостью $1,5 тысячи за метр вместо предусмотренных условиями концессии немецких труб стоимостью $14 тысяч долларов за метр.
По сообщениям из ряда источников, в ноябре 2021 года министр транспорта Новосибирской области обратился с письмом к первому вице-президенту Газпромбанка Алексею Чичканову, в котором сообщал, что из-за срыва графика строительства моста концессионером не будет получено разрешение на ввод мостового перехода в эксплуатацию в установленные концессионным соглашением сроки, что в итоге приведет к дефолту в рамках проекта.